# Гондурас на Паралимпийских играх
Гондурас на Паралимпийских играх впервые принял участие в 1996 году на летних Играх в Атланте. На зимних Играх делегация Гондураса участия пока не принимала. Медалей на Играх спортсмены Гондураса пока не завоевали.